# Perisama saussurei
Perisama saussurei är en fjärilsart som beskrevs av Achille Guenée 1872. Perisama saussurei ingår i släktet Perisama och familjen praktfjärilar. Inga underarter finns listade i Catalogue of Life.